# Isaac Cowie
Pour les articles homonymes, voir Cowie.
 (août 2018).
Isaac Cowie, né le 18 novembre 1848 et décédé le 18 mai 1917, était un pionnier, un marchand de fourrures et un homme politique canadien né en Écosse. Il a été conseiller de la ville d'Edmonton.